# Маратон (филм)
Вижте пояснителната страница за други значения на Маратон.
„Маратон“ е българска телевизионна новела (музикална комедия) от 1993 година на режисьора Нина Шопова, по сценарий на Правда Далекова и Румен Николов. Оператор е Анатолий Косяков. Музиката във филма е композирана от Стефан Димитров.

## Актьорски състав
| Изпълнител           | Роля                                       |
| -------------------- | ------------------------------------------ |
| Румен Рачев          | Рачев, треньорът на българските лекоатлети |
| Десислава Попзлатева | Деси, лекоатлетка                          |
| Владимир Пенев       | Влади, лекоатлет                           |
| Мирослав Пашов       | Миро, лекоатлет                            |
| Татяна Веденеева     | Татяна                                     |